# Mýto pod Ďumbierom
Mýto pod Ďumbierom este o comună slovacă, aflată în districtul Brezno din regiunea Banská Bystrica, pe malul râului Štiavnička⁠(d). Localitatea se află la altitudinea de 621 m deasupra n.m., se întinde pe o suprafață de 10,39 km2 și în 2017 număra 511 locuitori.

## Istoric
Localitatea Mýto pod Ďumbierom este atestată documentar din 1260.

## Demografie
| An:                | 1994 | 2004   | 2014   | 2024   |
| ------------------ | ---- | ------ | ------ | ------ |
| Număr de persoane: | 571  | 542    | 524    | 500    |
| Diferență:         |      | −5,07% | −3,32% | −4,58% |

| An:                | 2023 | 2024   |
| ------------------ | ---- | ------ |
| Număr de persoane: | 502  | 500    |
| Diferență:         |      | −0,39% |